# ルネ・フレミング
ルネ・フレミング（Renée Fleming, 1959年2月14日 - ）は、アメリカ合衆国のソプラノ歌手。当代随一のソプラノと評される。
フレミングのレパートリーはリヒャルト・シュトラウス、モーツァルト、ヘンデル、ベルカント、ドイツ歌曲、フランスのオペラ曲やシャンソン、ジャズ、インディーズ・ロックなどを網羅している。その声質は完全なリリック・ソプラノである。これまでに、コロラトゥーラ（技巧的旋律）やリリコ（叙情的旋律）、そしてスピントなどの配役を、自分の母国語である英語の他、イタリア語、ドイツ語、フランス語、チェコ語、ロシア語などで演じている。フレミングは、流暢なドイツ語とフランス語を話す。その他に、限られてはいるがイタリア語も話す。彼女の特徴が活かされている役としては、モーツァルトの「フィガロの結婚」でのアルマヴィーヴァ伯爵夫人、ヴェルディの「オテロ」のデズデモーナ、ヴェルディの「ラ・トラヴィアータ」でのヴィオレッタ、ドヴォルザークの「ルサルカ」のタイトル・ロール、マスネの「マノン」のタイトル・ロール、マスネの「タイス」のタイトル・ロール、リヒャルト・シュトラウスの「アラベラ」のタイトル・ロール、「ばらの騎士」での元帥夫人マリー・テレーズ、「カプリッチョ」の伯爵夫人などが挙げられる。
国家芸術勲章とリチャード・タッカー賞の受賞者でもあり、フレミングは世界中のオペラ・ハウスやコンサート・ホールに定期的に出演している。2008年には、スウェーデン北極星音楽賞が長年の彼女の音楽への貢献に対して授与されている。フレミングは、シカゴのリリック・オペラのクリエイティヴ・コンサルタントを務めている。
指揮者のサー・ゲオルク・ショルティは、フレミングのことを、「私の長い人生において、ここまでの水準の高さのソプラノ歌手には二人しか出会っていない。（一人はフレミングで、）もう一人とは、レナータ・テバルディのことだ」と述べている。

## 幼少期と教育
二人の音楽教師の娘として、フレミングは1959年2月14日にペンシルベニア州インディアナに生まれる。その後、ニューヨーク州ロチェスターで育つ。曾祖父母はプラハで生まれ、後にアメリカに移民としてやってきた人達であった。フレミングはチャーチヴィル・チリ・ハイスクールに通った。
フレミングはニューヨーク州立大学ポツダムのクレイン音楽学校でパトリシア・ミシュランに師事した。州立大学で学ぶと同時に、大学のキャンパスの外にあるアルジャーズという名のバーで、ジャズ・トリオの歌手として働いた。ジャズ・サックス奏者のイリノイズ・ジャケットが彼のビッグ・バンドと一緒にツアーに出ようとフレミングを誘ったのだが、彼女は代わりにニューヨーク州ロチェスターのイーストマン音楽学校に大学院生として通うことに決め、声楽の教師であるジョン・マロイに師事した。
フレミングはフルブライト奨学金を獲得し、その結果、ヨーロッパでアーリーン・オジェー、エリーザベト・シュヴァルツコップと共演することが可能となった。その後さらにジュリアード音楽院で学んだのだが、この時の学費はジャズのギグをやって支払っている。ジュリアード在学中には、ジュリアード・オペラ・センターでいろいろな配役で歌っていた。それは例えば、プッチーニの「ラ・ボエーム」のムゼッタや、メノッティの「タムタム」の妻の役だった。

## 経歴

### 1980年代
フレミングは、最初、プロとして歌い始めた時には、小規模のコンサートや小さなオペラ・カンパニーで歌っていた。当時はまだジュリアードの大学院生だった。1980年代には、ユニテリアン・ユニヴァーサリストの最初の教会であるニューヨーク・ユニテリアン・チャーチがスポンサーになっていた、「ムズィカ・ヴィヴァ（＝音楽万歳）・コンサート」でフレミングはたびだび舞台に立っていた。1984年、フレミングはフーゴ・ヴォルフによる歌曲を9曲、エリオット・フェルドのバレエ「アデュー（＝さようなら）」の世界初公演の舞台で歌う。その後、1987年と1989年に、ジョイス・シアターで再度同じ曲目を歌っている。1986年には、フレミングの最初のオペラの大役となる、「後宮からの誘拐」のコンスタンツェ役で、オーストリア、ザルツブルクにあるザルツブルク州立劇場の舞台に立っている。2年後には、ジャン＝フィリップ・ラモーの「プラテー」で陽気さの女神タレイアを演じ、ニューヨークのオペラカンパニーのピッコロ・テアトロ・デル・オペラと共演している。
フレミングの最初の大きなチャンスは、1988年に29歳でメトロポリタン・オペラのオーディションに合格した時に巡ってきた。同じ1988年に彼女は「フィガロの結婚」の伯爵夫人役でヒューストン・グランド・オペラにデビューしている。翌1989年には同じ役でスポリート・フェスティヴァルUSAにもデビューしている。また、同じく1989年に、「ラ・ボエーム」のミミ役で、ニューヨーク・シティ・オペラにデビューしている。さらに同じ1989年にはルイジ・ケルビーニの「メデア」のグラウチェ役で、ロンドンのロイヤル・オペラにデビューしている。そして、フレミングはリチャード・タッカー職業奨学金を受賞し（アメリカで最も期待される若手オペラ歌手に贈られる）、またジョージ・ロンドン音楽コンクールでも勝利を収めたのである。

### 1990年代
1990年に、フレミングは再びリチャード・タッカー音楽財団から表彰されたのだが、今回はまさに垂涎の賞であるリチャード・タッカー賞を授与されたのだった。同じ1990年に、「ルサルカ」のタイトル・ロールを演じ、シアトル・オペラにデビューを果たした。この役は、その後何度も録音され、世界中の優れたオペラハウスで繰り返し上演されることになる。フレミングは、アメリカン・バレエ・シアターの50周年記念行事での、エリオット・フェルド作、「結婚（Les Noces）」で歌い、また、ニューヨーク・シティ・オペラに戻って「フィガロの結婚」での伯爵夫人役と、ビゼーの「カルメン」でのミカエラ役をこなしている。オペラ・オマハでは、ドニゼッティの1841年のオペラ「マリア・パディッラ」のアメリカ初演でタイトル・ロールを歌っている。さらに、ドニゼッティの「ルクレツィア・ボルジア」のタイトル・ロールを歌い、オペラ・オーケストラ・オヴ・ニューヨークとの共演を果たした。
1991年には、「フィガロの結婚」のアルマヴィーヴァ伯爵夫人役で、メトロポリタン歌劇場とサンフランシスコ・オペラに出演している。もともと、メトロポリタン歌劇場への出演は翌年の1992年に予定されていたのだが、フェリシティ・ロットが病気になり、代わりに出演することになったのである。1991年後半にはもう一度メトロポリタン歌劇場に出演することになり、ジョン・コリリアーノ作「ヴェルサイユの亡霊」の初日公演でロジーナを演じている。さらにフレミングは進歩し続け、ニューヨーク・シティ・オペラ・オーケストラとラヴェルの曲で共演し、カーネギー・ホールにデビューしている。また、ヒューストン・グランド・オペラでは「ルサルカ」を歌っており、さらに、小澤征爾とボストン交響楽団とともにモーツァルトの「イドメネオ」でイリアを演じ、タングルウッド音楽祭にデビューしている。
1992年には、モーツァルトの「コジ・ファン・トゥッテ」のフィオルディリージを演じ、ジュネーヴ・グランド・シアターでデビュー。また、オペラ・オーケストラ・オヴ・ニューヨークとともにフランソワ＝アドリアン・ボイエルデュー作、「白衣の婦人」でアンナを演じ、カーネギー・ホールに出演、また、リンカーン・センターの「モーツァルトオペラのライヴ演奏祭」の出し物の一つ、「スキピオの夢」でフォルトゥナを演じ、アリス・トゥリー・ホールに出演している。
オペラ・オーケストラ・オヴ・ニューヨークと共演し、ベッリーニ作、「異国の女」でアレイデ役を歌う。ロッシーニのアルミーダでタイトル・ロールを演じ、ペーザロ・ロッシーニ音楽祭にデビュー。カーライル・フロイド作「スザンナ」で、タイトル・ロールを演じ、シカゴ・リリック・オペラと共演する。
また、フレミングはニューヨークシティ・ソロ・リサイタルをアリス・トゥリー・ホールで開催し、大いに賞賛されている。また、メトロポリタン歌劇場でモーツァルトの「魔笛」のパミーナ役を初めて演じている。さらにアルバン・ベルク作「ヴォツェックからの3つの抜粋」と「ルル組曲」を、ジェームズ・レヴァイン指揮のメトロポリタン歌劇場管弦楽団の演奏で上演している。
同じ年、ジョアン・タワーの「ファンファーレ」の世界初公演で、ピンカス・ズーカーマンとともにアスペン音楽祭に出演している。そして、ジョン・カンダーの「サリヴァン・バロウからの手紙」の世界初公演がリチャード・タッカー賞の式典で行われたのだが、この時にも出演している。
1993年6月、アメリカ人のソプラノ歌手、アーリーン・オジェーが亡くなる。癌が原因だった。フレミングは、ニューヨーク市のフランク・E・キャンベル葬儀場で行われたオジェーの葬儀で、何曲か独唱曲を歌っている。
1993年から94年にかけて、フレミングは初めて、ヴェルディの「オテロ」のデスデモナ役を歌い、また、ブリテンの「ピーター・グライムズ」のエレン・オーフォード役を初めて歌っている。いずれもメトロポリタン歌劇場に出演してのことであった。94年夏、「フィガロの結婚」の伯爵夫人役でグラインドボーン音楽祭にデビュー。さらに、コンラッド・スーザ作「危険な関係」の世界初公演でトーヴェル夫人を演じている。1994年から95年にかけては、サンフランシスコ・オペラでマスネ作「エロディアード」のサロメを演じている。
1995年には、ヒューストン・グランド・オペラで「ばらの騎士」の元帥夫人マリー・テレーズを演じる。オペラ・オーケストラ・オヴ・ニューヨークとともにカーネギー・ホールで「エロディアード」に出演。「ルサルカ」をサンフランシスコ・オペラで歌う。「コジ・ファン・トゥッテ」のフィオルディリージを、ロンドンのロイヤル・フェスティヴァル・ホールでショルティの指揮で歌う。これは、モルガン・ライブラリーでの独演会に続いて行われたものだった。
最も重要な出来事は、フレミングが、ロンドンのデッカ・レーベルと独占録音契約を結んだことである。最後にデッカと契約したマリリン・ホーン以来、アメリカ人の歌手でこうした契約をデッカと結んだ歌手は、過去31年間、いなかったのである。
イタリア、ペーザロ・ロッシーニ音楽祭で、ロッシーニの「アルミーダ」のタイトル・ロールを演じたのは1996年のことだった。さらに、カーネギー・ホールでメトロポリタン歌劇場管弦楽団とともにヴェルディの「レクイエム」を上演。続いて、「コジ・ファン・トゥッテ」のフィオルディリージ役をメトロポリタン歌劇場で演じている。グノーの「ファウスト」でのマルグリートの役を初めて演じた際には、シカゴ・リリック・オペラと共演している。ガルニエ宮改修後再オープン時の公演で、ゲオルク・ショルティの指揮の下モーツァルトの「ドン・ジョヴァンニ」のドンナ・アンナ役を演じる。
ショルティは、彼の「ショルティ賞」－傑出した若い歌手に与えられるもので、「オペラ・ディスク・アカデミー」からグラミー賞に相当する式典を開いて授与される－の最初の受賞者として、フレミングを選んだ。この年（1996年）、ワーグナーの「マイスタージンガー」のエヴァ役でバイロイト音楽祭にデビューしている。その他、エディンバラ国際フェスティバルやアリス・トゥリー・ホールで独唱会を開催している。
1997年には、オペラ・バスティーユで初めてマノンを上演し、賞賛に満ちた評価を受ける。バスティーユでは、「ばらの騎士」の元帥夫人マリー・テレーズも演じている。また、「ファウスト」のマルグリート役、「ルサルカ」のタイトル・ロールでメトロポリタン歌劇場に出演している。
また、コンサートに二度出演している。最初は、ニューヨーク・フィルハーモニックとの共演で、初めてのズービン・メータの指揮により、予め選んだオペラ・アリアをいくつか歌うものであった。二度目は、モーツァルトの「エクスルターテ・ユビラーテ（踊れ、喜べ、幸いなる魂よ）」、そしてリヒャルト・シュトラウスの歌曲3曲をクルト・マズアの指揮で上演している。シカゴ交響楽団とともにラヴィニア音楽祭に登場し、サミュエル・バーバー作「ノックスヴィル、1915年の夏」をアンドレ・プレヴィン指揮のセントルークス管弦楽団とともに上演している。ザルツブルク音楽祭といった著名な会場での独唱会も開催している。
1998年には、タイトル・ロールを2作品で歌っている。一つはリヒャルト・シュトラウスの「アラベラ」をヒューストン・グランド・オペラの際に上演するというもの。もう一つはカーライル・フロイドの「スザンナ」を上演するというものであった。さらに、メトロポリタン歌劇場で「フィガロの結婚」での伯爵夫人ロジーナを演じる話も来ていたが、今回の公演は、歴史に残るものとなるはずであった。というのも、チェチーリア・バルトリ、スザンヌ・メンツァー、デゥエイン・クロフト、ダニエル・ドゥ・ニース、ブリン・ターフェルらを主演させ、かつ公共放送サービスの番組である「素晴らしい演奏（Great Performances）」で放送しようというものだったからである。続いてフレミングはカーネギー・ホールで初めての独唱会を開き、またザルツブルク音楽祭では、グスタフ・マーラー・ユーゲント管弦楽団とともにクラウディオ・アバドの指揮で、リヒャルト・シュトラウスの「4つの最後の歌」を上演している。その後、再びこの演目で、ベルリン・フィルと共演している。
1998年9月、サンフランシスコ・オペラにおけるアンドレ・プレヴィン作曲「欲望という名の電車」世界初演時のオリジナルキャストとして、ブランチ・デュボア役を演じた。しかし、その一ヶ月前には、フレミング自身が「自分のオペラ歌手としての人生の中の最悪の一夜」と呼ぶ出来事があったのである。それは、7月に、ドニゼッティの「ルクレツィア・ボルジア」のスカラ座での公演の際、初日に激しくやじられたのであった。
1999年には、バイエルン国立歌劇場に「ばらの騎士」の元帥夫人マリー・テレーズ役で出演している。それから、フレミングはカーネギー・ホールでドイツ歌曲のコンサートを開催し、大成功を収めている。また、アンドレ・プレヴィンとともに独唱会を開き、さらに、シュレースヴィヒ＝ホルシュタイン音楽祭にデビューしている。フレミングのCD「The Beautiful Voice」は、この年、グラミー賞を受賞している。
また、新たな2曲でタイトル・ロールに出演している。ヘンデル作の「アルチーナ」でレザール・フロリサン、指揮者のウィリアム・クリスティ、リリック・オペラ・オヴ・シカゴと共演している。また、シャルパンティエ作のルイーズでサンフランシスコ・オペラ、そしてテアトル・ドゥ・カピトルに出演している。フレミングは、ホワイトハウスで催されたクリスマスの祝賀会で、ビル・クリントン大統領のために歌い、1999年を締めくくったのだった。

### 2000年代
2000年には、フレミングは、メトロポリタン歌劇場、サンフランシスコ・オペラ、そしてコヴェント・ガーデンで、「ばらの騎士」の元帥夫人マリー・テレーズ役で出演している。また、ドニゼッティの「ルクレツィア・ボルジア」のタイトル・ロールでオペラ・オーケストラ・オヴ・ニューヨークと共演している。さらに、モーツァルトの「ドン・ジョヴァンニ」のドンナ・アンナ役でザルツブルク音楽祭とメトロポリタン歌劇場に出演している。また、マーク・エルダーの指揮で、セントルークス管弦楽団と共演し、公共放送サービスの番組である「リンカーン・センター・ライヴ」に出演している。また、ボストン交響楽団とは、ジェームズ・レヴァインの指揮で、ハイドンの天地創造で共演している。この年の6月に行われた、ニューヨークの大司教エドワード・イーガンの就任式でも歌っている。
2001年から2002年の2年間は、リリック・オペラ・オヴ・シカゴと共演した「オテロ」のデスデモナから始まり、マノンをパリ国立オペラで、元帥夫人マリー・テレーズをサンフランシスコ・オペラとメトロポリタン歌劇場で、そしてアラベラをバイエルン国立歌劇場とメトロポリタン歌劇場で、歌っている。ヴェルディの「レクイエム」には2度、出演しており、1度はロンドン交響楽団と、そしてもう1度はニューヨーク・フィルハーモニックと共演している。また、アメリカ同時多発テロ事件の後、ワールド・トレード・センターが建っていた事件現場でも歌っている。
2002年には、少し異なる取り組み方で、ハワード・ショア制作のサウンドトラック、「ロード・オヴ・ザ・リング：王の帰還」の歌に参加している。彼女の歌声は「The End of All Things」、「Twilight and Shadow」、「The Return of the King」(オリジナルサウンドトラックに収録)、そして、「The Grace Of Undómiel」、「Mount Doom」、「The Eagles」、「The Fellowship Reunited」(以上、コンプリート・レコーディングズ)などの曲で耳にすることができる。また、イギリスで数回コンサートを開催し、ブリン・ターフェルと共演、さらには彼女の経歴において、最も広範囲にわたるリサイタル・ツアーを行っている。また、ジャン＝イヴ・ティボーデを伴奏ピアニストとして、北米、ヨーロッパ、オーストラリア、アジアで合計数十回もの独唱会を開催している。さらには、「ルサルカ」でオペラ・バスティーユに出演し、ベッリーニの「海賊」のイモジーン役でシャトレ座に出演している。
メトロポリタン歌劇場での出演は2003年も続いた。イモジーンと「ラ・トラヴィアータ」のヴィオレッタでの出演だった。フレミングは、マスネの「タイス」のタイトル・ロールを歌ってリリック・オペラ・オヴ・シカゴと共演、さらにコヴェント・ガーデンには「ルサルカ」で、ヒューストン・グランド・オペラには再びヴィオレッタ役で出演した。プレヴィンによる「欲望という名の電車」でのブランチ役を再演したのは、ロンドンのバービカン・センターでの公演においてであった。
メトロポリタン歌劇場での出演は2004年にもさらに続き、フレミングはヘンデル作のオペラ「ロデリンダ」に出演、また、「ルサルカ」とヴィオレッタでも出演している。ガルニエ宮での「カプリッチョ」に初めて出演し伯爵夫人役を演じる。また、演奏会にも出演し、シカゴ交響楽団、フィラデルフィア管弦楽団、ボストン交響楽団、ロサンゼルス・フィルハーモニック、トロント交響楽団等と共演している。スペイン、スイス、ドイツ、カナダ、そして北米では独唱会を開催している。また、ラジオシティ・ミュージックホールで、エルトン・ジョンと共演する形でコンサートを開催している。
2005年には、メトロポリタン歌劇場でマスネの「マノン」を上演し、コヴェント・ガーデンではヴェルディの「オテロ」のデスデモナを歌い、ウィーンでは「タイス」を歌っている。さらに、ベルリン・フィルハーモニー管弦楽団、ロンドン交響楽団、ボルティモア交響楽団、ニュー・ジャージー交響楽団、ロチェスター・フィルハーモニー管弦楽団、モルモンタバナクル合唱団などの楽団と共演し演奏会を開催している。
2006年には、フレミングはソロ・コンサートをアンドリュー・デイヴィスの指揮で、リリック・オペラ・オヴ・シカゴとの共演で行っている。また、ロサンゼルス・フィルハーモニックと共演しヴィオレッタを、メトロポリタン歌劇場では「マノン」と「ロデリンダ」を、それぞれ歌っている。また、メトロポリタン歌劇場の公演で日本を訪問しヴィオレッタを取り上げている。アメリカ国内、イタリア、ロシア、スウェーデン、オーストリアで独唱会と演奏会を行っている。オーストリアでのコンサートは、同時にモーツァルト生誕250周年の祭典でもあった。その時のウィーン・フィルハーモニー管弦楽団との共演の様子は、世界中にライヴ中継された。
翌2007年にシカゴで「椿姫」のヴィオレッタ役を再演している。そして、「エフゲニー・オネーギン」でのタチアーナ役で、そしてもう一度「椿姫」のヴィオレッタ役で、メトロポリタン歌劇場に出演している。アラベラ役でチューリッヒ歌劇場に出演、また、「タイス」でシャトレ座に出演している。この「タイス」は、ロンドンのロイヤル・オペラ・ハウス、ウィーン国立歌劇場、そしてバルセロナのリセウ大劇場でも上演された。12を越える数のオーケストラ、例えば、モンテカルロ・フィルハーモニー管弦楽団、ワシントン・ナショナル交響楽団、バンクーバー交響楽団、ボストン交響楽団、サンフランシスコ交響楽団、中国フィルハーモニー管弦楽団、ロサンゼルス・フィルハーモニック、バトン・ルージュ交響管弦楽団といったオーケストラと共演している。これは、ペニントン・グレイト・パフォーマーズのシリーズのアーティストの一人として出演したものだった。さらに、フレミングは様々な音楽祭に出演している。その中のものとして、ザルツブルク音楽祭、リンカーン・センターのフェスティヴァルなどが挙げられる。また、独唱会を東南アジア、ドイツ、スイスといった地域で開催している。
2008年から2009年にかけては、フレミングはメトロポリタン歌劇場にデズデモーナ、タイスといった役で出演している。また、カプリッチョの伯爵夫人役でウィーン国立歌劇場に出演、タチアーナ役でタングルウッド音楽祭に出演、さらにルクレツィア・ボルジアでワシントン・ナショナル・オペラと共演している。
2009年、フレミングは、「Le temps l'horloge（時と時計）」の完全版を創り出した。この作品は、有名なフランスの作曲家、アンリ・デュティユーの最新作である。その他、コヴェント・ガーデンで「椿姫」に出演、「ルサルカ」でメトロポリタン歌劇場に出演、「ばらの騎士」でバーデンバーデンイースター音楽祭、シャンゼリゼ劇場、メトロポリタン歌劇場に出演している。カリフォルニアの「ナパ・ヴァリー太陽祭」でも、いろいろな短い歌曲を披露している。
同じ年、オバマ大統領就任記念コンサートでは、「You'll Never Walk Alone」を歌った。
2009年から2010年にかけては、メトロポリタン歌劇場に「ばらの騎士」で出演、またメアリー・ズィマーマン脚色により新しく制作されたロッシーニの「アルミーダ」に出演。この新たに制作された公演のメトロポリタン歌劇場での上演は、初めてのことだった。この「アルミーダ」は、「カプリッチョ」とともに、2010年、2011年にもメトロポリタン歌劇場で再演されている。
2010年4月15日、ウォール・ストリート・ジャーナルにフレミングの記事が掲載された。フレミングが、オペラの伝統主義者達とオペラの規範なるものの解釈の見直しをしたいと考える人達との間で起きている葛藤について彼女の意見を述べたものだった。この記事の中でいくらか控えめに述べてはいるものの、フレミングは後者の立場を支持している。「私は保守的な人間ではありません。オペラの作品というものは、その扱い方をじっくりと考え抜いた後にこそ、その作品の良さが発揮されると思っています。」「私は、結果が下品なものになったり作品に対して無礼なものになったりしていない限り、音楽（の解釈のしかたや演奏の内容）が強烈なものになっても全く問題ないと思っています。」それでもなお、フレミングに対して聴衆が抱いている「ある種の人物像」が存在する限り、そうした先鋭的な作品を彼女が歌うように依頼されることはなさそうだとフレミング自身は述べている。同じインタヴューの中で、フレミングは「最近、コンサートで歌うほうがオペラの作品に出演するのよりも好きになってきている」と説明し、「これまで50作品以上のオペラに出演してきたので、もうこれ以上そんなにたくさん新しい作品を覚えようとは思わない」と言っている。
2010年、ロンドンでのBBCプロムズの最終夜で、フレミングはリヒャルト・シュトラウス、ドヴォルザーク、スメタナの曲を歌っている。この年の11月、チャーリー・ヘイデン・カルテット・ウエストはジャズCD「ソフィスティケイテッド・レイディーズ」を発売したが、このCDにフレミングは客演歌手として参加している。歌っているのは、ネッド・ワシントンとヴィクター・ヤングの作になる「A Love Like This」である。また、2010年12月、リリック・オペラ・オヴ・シカゴの理事会は、同オペラ・カンパニーの歴史において初めてクリエイティヴ・コンサルタント（＝独創性についての相談役）を置き、フレミングを初代相談役に指名したことを発表した。
なお、メトロポリタン歌劇場のライブビューイングにおいて、自身の娘が同歌劇場の少年少女合唱団に所属していることを明かしている。
2014年2月には、スーパーボウルでオペラ歌手として初めて、国歌斉唱を行った（後述）。

## 来日公演
2001年にメトロポリタン歌劇場来日公演にて、『ばらの騎士』の元帥夫人役をつとめた。2006年にも同じくメトロポリタン歌劇場の公演で来日している。2014年6月18日に3度目の来日をはたし、新国立劇場オペラパレスで開催された東京国際コンサートに出演した。

## 私生活
フレミングは、俳優のリック・ロスと1989年に結婚した。娘が二人生まれている。アメリアは1992年生まれ。セイジは1995年生まれ。夫婦は2000年に離婚している。2011年9月3日、フレミングは顧問弁護士のティム・ジェスルと結婚した。彼とは、アン・パチェットが用意したブラインド・デート（＝面識の無い男女が第三者の仲介で会う）で知り合ったということである。

## ポピュラー音楽の録音
フレミングはデッカ・レコードから、相当な数の録音を発売してきた。2000年には、チェロ奏者のジュリアン・ロイド・ウェバーとヴァイオン奏者のギル・シャハムと共に、デイヴ・グルーシンとリー・リトナーのアルバム「Two Worlds（二つの世界）」に参加している。2005年にはジャズのアルバム「魅せられし心（Haunted Heart）」を録音している。また、2003年の映画「ロード・オヴ・ザ・リング：王の帰還」のサウンドトラックでもフレミングの歌を聞くことができるが、ここでは想像上の言語である「シンダール語」で歌っている。また、フレミングはマイケル・ボルトンとのデュエット「愛らしい乙女よ（O soave fanciulla）」（＝ラ・ボエームの劇中の曲）を録音している。2010年に発売されたフレミングのアルバム「Dark Hope（暗い希望）」では、レナード・コーエン、バンド・オブ・ホーセズ、ジェファーソン・エアプレインといったアーティストの曲をカヴァーしている。2011年にはスティーヴン・スピルバーグのアニメ「タンタンの冒険/ユニコーン号の秘密」で、オペラ歌手のビアンカがシャルル・グノーの「ロミオとジュリエット」のワルツを歌う場面で、フレミングが歌っている。2012年のドリーム・ワークスのアニメ「ガーディアンズ 伝説の勇者たち」でエンディングに使用されたアレクサンドル・デスプラの曲「Still Dream」でもフレミングの歌を聞くことができる。

## テレビ、ラジオ、レコードへのゲスト出演
フレミングには、注目に値するユーモアのセンスがある。彼女が子供向け番組「セサミストリート」に出演した際、「リゴレット」の中の「慕わしき御名」の替え歌を生き生きと歌いながら出てきたことがあった。伝統的なイタリア語の歌詞を、子供達が数を数えることを学ぶのに役立つような歌詞に置き換えていたのだった。
ギャリソン・ケイラーの人気のラジオ番組「プレーリー・ホーム・コンパニオン（＝大草原の家族達）」にも何度か出演している。
1994年のジョー・ジャクソンのアルバム「ナイト・ミュージック」の中の「ララバイ」という曲で、特別ゲストとしてフレミングが歌っているのを聞くことができる。
2005年11月18日、イギリス・BBCのラジオ4の番組「無人島で聞きたいレコード」に出演し、「私が一番好きなのは、ジョニ・ミッチェルの1971年の歌、『河』よ」と話している。
2008年12月18日には、アメリカABCの番組「ザ・ヴュー」で、「アイル・ビー・ホーム・フォー・クリスマス」を歌っている。
2009年1月18日には、リンカーン記念堂で行われた「ウィ・アー・ワン:オバマ就任祝典（オバマ大統領就任記念コンサート）」で、ロジャーズ＆ハマースタインの名曲「ユール・ネヴァー・ウォーク・アローン」を合衆国海軍兵学校合同合唱隊とともに歌っている。彼女は、911の最初の慰霊祭でもこの曲を歌っている。
フレミングは、アメリカの有料放送チャンネルHBOの番組「マスタークラス」の、この番組の第2シーズンの第1話で、野心に燃える大学生の年齢の4人の歌手達に対して指導を施している。
2010年7月8日の「グッド・モーニング・アメリカ」で、ミューズのアルバム「アブソリューション」から「エンドレスリー」を歌っている。
2011年3月20日、フレミングはユー・チューブ交響楽団のグランド・フィナーレ・コンサートにシドニー児童合唱団と一緒に登場し、モーツァルトの「私のいとしい憧れのあなた(Caro bell' idol mio)」をマイケル・ティルソン・トーマスの指揮で歌っている。このコンサートの動画の再生回数は、一週間もたたない内に3,300万回に達した。
2012年6月4日、エリザベス女王即位60周年記念コンサートに出演、バッキンガム宮殿のバルコニーの前、そしてバルコニーの上に登って歌う。
2013年9月26日、アメリカCBSの「レイト・ショー・ウィズ・デイヴィッド・レターマン」に出演、「最も歌詞の素晴らしいオペラ曲ベスト10」を歌う。
2014年1月には、ジョー・ディピエトロの新しい喜劇でフレミングがオペラの歌姫を演じることが発表された。タイトルは「リヴィング・オン・ラヴ」、キャスリーン・マーシャルが監督を務め、マサチューセッツ州ウィリアムズにあるウィリアムズ大学内の劇場で7月に開催される、「ウィリアムズタウン・シアター・フェスティヴァル」において公演が行われる予定である。
2014年2月2日には、フレミングは第48回スーパーボウルの試合開始前の式典に出演し、オペラ歌手として初めてアメリカ国歌を独唱した。観客のスタンディング・オベーションの前で歌ったのだが、これは同時にアメリカのテレビ放送史上、過去最高の人数の視聴者に向けて歌ったパフォーマンスとなった。